# Musée Benoît-De-Puydt de Bailleul
Pour les articles homonymes, voir De Puydt.
Le musée Benoît-De-Puydt est situé à Bailleul.

## Historique
Le musée de Bailleul a été fondé en 1859 grâce à un legs de Benoît De Puydt. Né à Bailleul, Benoît De Puydt était greffier et riche collectionneur. Un étage de ce musée est d'ailleurs réservé à des œuvres lui ayant appartenu,.
Endommagé pendant la Première Guerre mondiale, le musée est aujourd'hui installé dans un immeuble reconstruit par l'architecte Maurice Dupire.

## Les collections
Le musée présente des collections variées dans de nombreux domaines.
À l'image des collectionneurs de son temps, Benoît De Puydt faisait montre d'un grand éclectisme dans ses collections, s'apparentant à un cabinet de curiosités. Il avait ainsi concentré des porcelaines dont certaines de Chine et du Japon, du mobilier du XVIIe siècle et du XVIIIe siècle, des tapisseries, des faïences de Delft, de Bailleul, du nord de la France mais aussi de pays proches, de dentelle.
Le musée présente également des bois sculptés, des tableaux de peinture flamande, de peinture espagnole mais aussi de l'école française.
Une salle est consacrée au folklore flamand.
De nombreuses œuvres du peintre Pharaon de Winter, natif de Bailleul, y sont notamment exposées.

### Œuvres présentées
- L'Extraction de la pierre de folie, Herri Met de Bles, huile sur panneau (v. 1494 ou ultérieur)
- Vierge allaitant attribuée à Gérard David
- L'Adoration des Mages, Pieter Brueghel le Jeune
- La place de Bailleul un jour de ducasse, Jacob Savery le Jeune
- Autoportrait, Pharaon de Winter, huile sur toile (1905)